# Dido Havenaar
Dido Havenaar (ハーフナー・ディド Havenaar Dido?), född 26 september 1957 i Hazerswoude-Dorp, är en japansk före detta fotbollsspelare.
Havenaar började sin karriär 1979 i ADO Den Haag. 1986 flyttade han till Mazda. Efter Mazda spelade han för Yomiuri, Nagoya Grampus Eight, Júbilo Iwata och Consadole Sapporo. Med Yomiuri vann han japanska ligan 1990/91. Han avslutade karriären 1998.